# Боярчук, Анатолий Леонидович
Анатолий Леонидович Боярчук (24 июня 1960 года, Челябинск — 24 апреля 2016 года, там же) — советский и российский тренер по лёгкой атлетике. Заслуженный тренер РСФСР (1989).

## Биография
Анатолий Леонидович Боярчук родился 24 июня 1960 года в Челябинске. Начал заниматься лёгкой атлетикой в 1973 году в секции спортивной ходьбы. В 1981 году выполнил норматив мастера спорта СССР.
В 1981 году он окончил Челябинский государственный институт физической культуры, после чего начал работать тренером в местном облсовете «Динамо». С 1985 по 1988 годы был тренером областной школы высшего спортивного мастерства. С 1988 по 1991 год Боярчук являлся главным тренером сборной Челябинской области по лёгкой атлетике.
Наиболее высоких результатов среди его воспитанников добились:
- Елена Сайко — бронзовый призёр Кубка мира 1991 года, участница Олимпийских игр 1992 года[2],
- Ришат Шафиков — участник Олимпийских игр 1996 года, зимний чемпион России 1999 года[2],
- Елена Родионова — серебряный призёр Универсиады 1987 года, призёр чемпионатов СССР[2],
- Юлия Королёва — чемпионка Европы среди юниоров 1991 года[2].

С 2004 года Боярчук занимал пост вице-президента, с 2013 года — первого вице-президента федерации лёгкой атлетики Челябинской области. С 2005 года также руководил учебным Центром олимпийской подготовки по лёгкой атлетике. С 2012 по 2016 год был членом президиума Всероссийской федерации лёгкой атлетики.
За время своей работы стал организатором ряда всероссийских соревнований: мемориала памяти Е. Родионовой, мемориала Ю. Лукашевича и В. Серёдкина по прыжкам в высоту и с шестом, Кубка Урала по лёгкой атлетике памяти Г. А. Нечеухина.
Анатолий Леонидович умер 24 апреля 2016 года в Челябинске.